# هئومن
هئومن (به هلندی: Heumen) یک منطقهٔ مسکونی در هلند است که در خلدرلاند واقع شده‌است. هئومن ۱۱ متر بالاتر از سطح دریا واقع شده‌است.

## نگارخانه

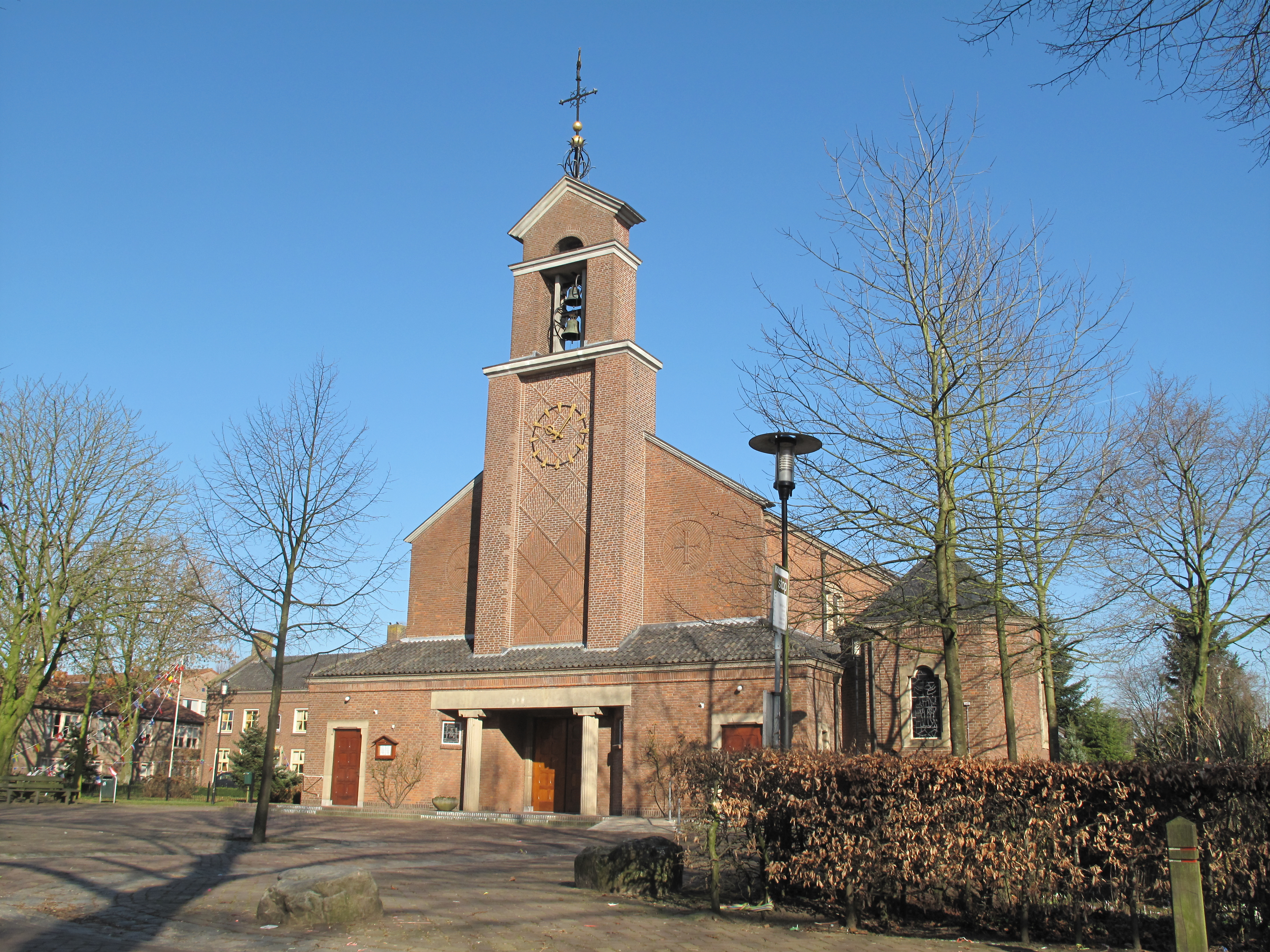
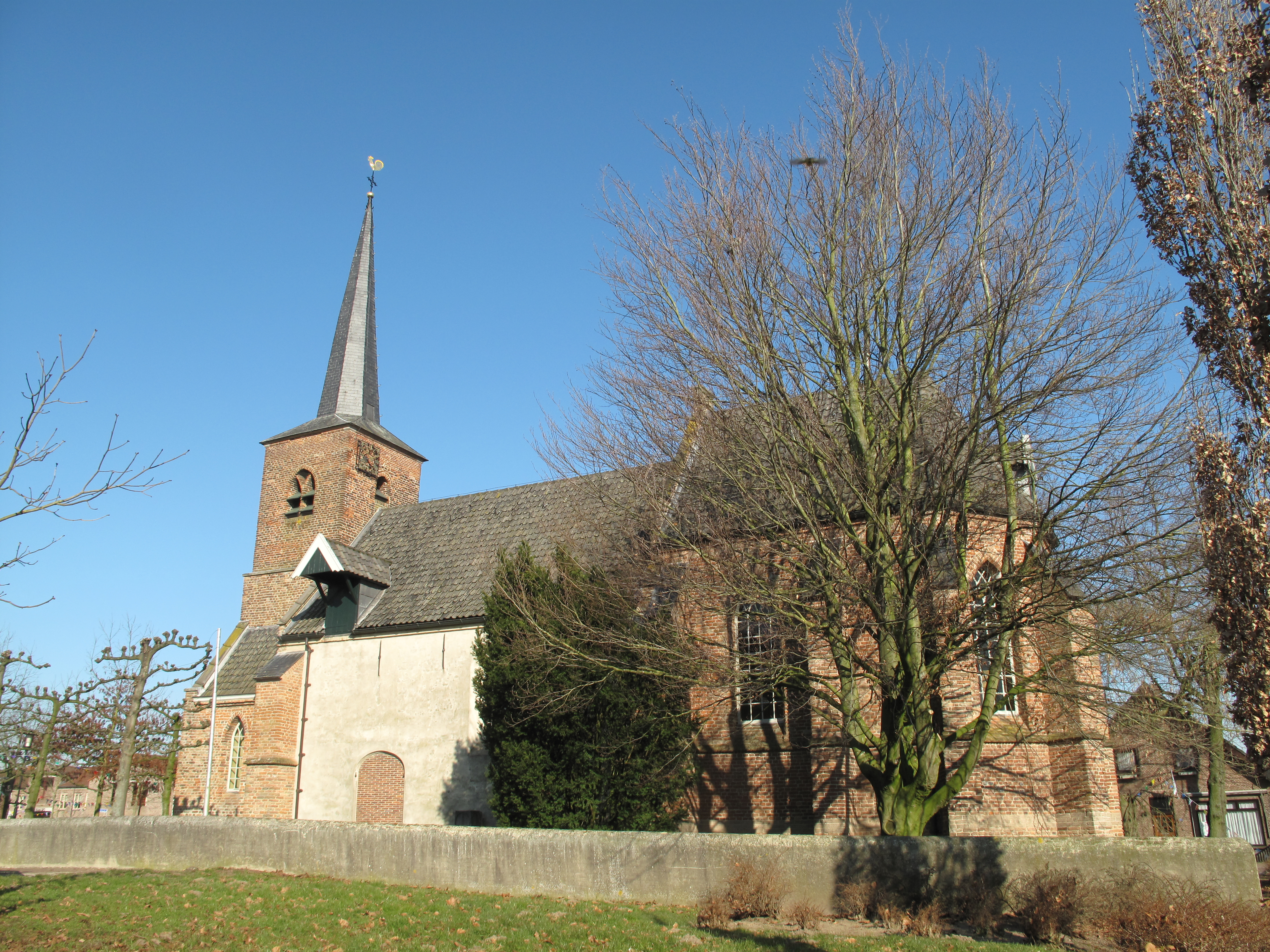

## خواهرخوانده
شهر چورنا خواهرخواندهٔ هئومن هست.